# Ламбийская, Сивритская и Сфакийская митрополия
Ламбийская, Сивритская и Сфакийская митрополия (греч. Μητρόπολη Λάμπης, Συβρίτου και Σφακίων) — епархия полуавтономной Критской православной церкви в составе Константинопольского патриархата на территории юга нома Ретимни.

## История
Сивритская епархия существовала с V века до 826 года.
Ламбийская епархия в составе Гротинской митрополии известна с IV века.
В 826 году после арабского завоевания Крита кафедра пресеклась.
Восстановлена после завоевания Крита римлянами, и ещё перед 1170 годом переименована в Каламонскую епархию.
Вновь упразднена после 1211 года насаждавшими католичество венецианцами.
В 1646 году при турках епархия была восстановлена.
В 1831 году, с присоединением новой территории епархия стала именоваться Ламбийской и Сфакиойской.
В очередной раз упразднена в 1845 году, но восстановлена в 1863 году.
В 1932 году, при укрупнении епархий, вновь упразднена, но в 1935 году восстановлена.
В 1962 году повышена до статуса митрополии.
В 2000 году стала именоваться Ламбийской, Сивритской и Сфакийской.

## Епископы
- Павел (упом. 431)
- Дмитрий (упом. 451)
- Просдокий (упом. 457)
- Иоанн (упом. 667 — упом. 681)
- Епифаний (упом. 787)
- Нектарий (до 1723—1729)
- Манассий (до 1768/1777 — 1779)
- Матфей (1779/1780 — ?)
- Памфилий (? — 1788)
- Мефодий (1788? — 9 июля 1793)
- Иерофей (1793/1795 — 24 июня 1821)
- Никодим (Сумасакис) (2 февраля 1832 — 17 июня 1845)
- Паисий (Пергаминос) (22 мая 1863 — 8 февраля 1883)
- Евмений (Кситудакис) (28 декабря 1886 — 12 мая 1898)
- Агафангел (Пападакис) (август 1900 — 11 июня 1928)
- Евмений (Фануракис)[греч.] (10 мая 1936 — 2 января 1956)
- Исидор (Русохацакис) (25 августа 1956 — 17 октября 1968)
- Феодор (Дзедакис) (17 февраля 1975 — 6 октября 1987)
- Ириней (Месархакис) (с 22 февраля 1990)